# Sankt Katharinen
Sankt Katharinen là một đô thị thuộc huyện Neuwied, trong bang Rheinland-Pfalz, phía tây nước Đức. Đô thị Sankt Katharinen có diện tích 13,83 km², dân số thời điểm ngày 31 tháng 12 năm 2006 là 3604 người.